# (10825) Augusthermann
(10825) Augusthermann (1993 SF4) – planetoida z grupy pasa głównego asteroid okrążająca Słońce w ciągu 3,43 lat w średniej odległości 2,27 j.a. Odkryta 18 września 1993 roku.